# Danica (Chicago)
Danica (eng. The Morning Star), je list hrvatskog iseljeništva u SAD-u koji izlazi u više gradova i promijenjenim naslovima.

## Povijest
Novine počinju izlaziti 1894. godine u Pittsburghu, a pokretač je bio Zdravko Valentin Mužina. U razdoblju od 1921. do 1935. list izlazi u New Yorku pod novim nazivima "Hrvatska Danica", "Hrvatski list" i "Danica Hrvatska"; tadašnji urednik bio je Ivan Krešić. Od 1945. godine list "Danica" ima sjedište u Chicagu te izlazi kao mjesečnik. 
Krešić je vodio list 24 godine. Te su godine franjevci od Krešića kupili Danicu hrvatsku, kao i Hrvatski kalendar, Hrvatski list i Danicu hrvatsku, jer nakon toliko godina više nije bio u stanju izdavati. 1945. i 1946. nova tiskovina izlazila je pod zajedničkim imenom Hrvatski list i Danica hrvatska, a od konca 1946. samo pod imenom Danica. Objavljivala je vijesti o Hrvatima u svijetu, osobito na sjevernoameričkom kontinentu: o njihovim uspjesima, o progonima od strane raznih drugih država u svijetu, zatim osvrti i na opća svjetska gibanja te razni znanstveni osvrti i eseji. Danica i bratski časopisi »bili [su] s jedne strane nužni radi vjerskog informiranja i formiranja brojnih iseljenih Hrvata, a s druge strane su bili svojevrstan odgovor na neka projugoslavenska glasila koja su izlazila u Americi i imala negativan utjecaj na hrvatske useljenike.«. Prestaje izlaziti krajem 1990. godine, jer je pao komunizam i Jugoslavija, a Kustodija je zaključila da se moraju usmjeriti snage na pastoral. Urednici su svih godina radili besplatno, jedini motiv bila je ljubav za hrvatski narod.

## Poznati suradnici
- Džafer Kulenović
- Nikola Kolja Kirigin[3]
- Tomislav Mesić[4]

## Urednici
- 1945. – 1946.: fra Ljubo Čuvalo[2]
- 1950. – 1951.: fra Kruno Pandžić[2]
- 1951.:    fra Zoran Ostojić[2]
- 1951. – 1961.: fra Častimir Majić[2]
- 1961. – 1975.: fra Ljubo Čuvalo[2]
- 1975. – 1978.: urednički odbor[2]
- 1978. – 1988.: fra Častimir Majić[2]
- 1988. – 1990.: fra Josip Abramović[2]

## Vanjske poveznice
- Laudato.hr fra Jozo Grbeš: Hrvatska dijaspora u borbi za slobodu Hrvatske, 20. travnja 2015. Prijepis članka objavljenog u Danici 30. lipnja 1954. godine